# SE Vila Aurora
SE Vila Aurora is een Braziliaanse voetbalclub uit Rondonópolis in de staat Mato Grosso. Op nationaal niveau wordt de club ook wel União Rondonópolis genoemd.

## Geschiedenis
De club werd in 1964 opgericht. In 2005 werd de club staatskampioen. Door deze titel mocht de club deelnemen aan de Série C. In de eerste groepsfase werd de club groepswinnaar en bereikte uiteindelijk de derde fase, waarin ze verloren van Nacional de Manaus.

## Erelijst
Campeonato Mato-Grossense
2005